# Lotononis rosea
Lotononis rosea är en ärtväxtart som beskrevs av Dummer. Lotononis rosea ingår i släktet Lotononis och familjen ärtväxter. Inga underarter finns listade i Catalogue of Life.